# Dual channel
Dual Channel és una tecnologia per a memòries d'ordinadors personals que permet l'increment del rendiment gràcies a l'accés simultani a dos mòduls diferents de memòria.
Això s'aconsegueix mitjançant un segon controlador de memòria, el NorthBrigde (component del chipset).
Les millores de rendiment són particularment perceptibles quan es treballa amb controladors de vídeo integrats a la placa base, ja que aquestes, al no comptar amb memòria pròpia, usen la memòria RAM o memòria principal del sistema i, gràcies a Dual Channel, poden accedir a un mòdul mentre el sistema accedeix a l'altre.
Perquè l'ordinador pugui funcionar amb Dual Channel, s'ha de tenir dos mòduls idèntics de memòria DDR, DDR2, o DDR3 (no és possible utilitzar-ho en SDR) en els sòcols corresponents de la placa base, i el chipset de la placa base ha d'admetre aquesta tecnologia.
Cal tenir molt en compte que les memòries siguin totalment idèntiques (freqüència, latència i fabricant), ja que en cas que aquestes siguin diferents pot ser que no funcioni.
Actualment, és possible utilitzar aquesta tecnologia en mòduls de memòries DDR, DDR2, i DDR3 les velocitats de les quals estan entre DDR266 i DDR3-2000.